# Patrick Toussaint
Patrick Toussaint Mas (ur. 10 kwietnia 1959) – andorski narciarz alpejski, olimpijczyk. Brał udział w igrzyskach w roku 1980 (Lake Placid). Nie zdobył żadnych medali.

## Letnie Igrzyska Olimpijskie 1980 w Lake Placid
| Konkurencja   | I zjazd | I zjazd | II zjazd | II zjazd | Klas. końcowa | Klas. końcowa |
| Konkurencja   | Czas    | Miejsce | Czas     | Miejsce  | Punkty        | Miejsce       |
| ------------- | ------- | ------- | -------- | -------- | ------------- | ------------- |
| Slalom gigant | 1:31,23 | 52.     | 1:33,15  | 46.      | 3:04,38       | 45.           |
| Slalom        | AC      | DNF     | -        | -        | AC            | DNF           |
| Zjazd         |         |         |          |          | AC            | DNF           |